# José María Orúe
José María Orúe (Bilbao, 17 marzo 1931 – Bilbao, 30 giugno 2007) è stato un calciatore spagnolo, di ruolo difensore.

## Palmarès

### Club

#### Competizioni nazionali
- Campionato spagnolo: 1

Athletic Bilbao: 1955-1956
- Coppa di Spagna: 3

Athletic Bilbao: 1955, 1956, 1958